# Liste des évêques d'Albe
 (février 2025).
Si vous disposez d'ouvrages ou d'articles de référence ou si vous connaissez des sites web de qualité traitant du thème abordé ici, merci de compléter l'article en donnant les références utiles à sa vérifiabilité et en les liant à la section « Notes et références ».
Cette liste recense les évêques qui se sont succédé sur le siège du diocèse d'Albe.

## Évêques
- Saint Denis de Milan (it) (350-355)
- Adelgiso (355)
- Severo (397)
- Bruningo (419)
- Alderico (443)
- Lampadio Ier (mentionné en 499)
- Manfredo (483)
- Venanzio Ier (503)
- Oldarico (532)
- Pietro Ier (563)
- Venanzio II (593)
- Guglielmo (627)
- Vitelmo Ier (661)
- Saint Benoît (mentionné en 680)
- Lampadio II (801)
- Sigifredo (829)
- Olderado (876-877)
- Liutardo (mentionné en 901)
- Daiberto (mentionné en 945)
- Flocardo (969-985)
  - Siège unit au diocèse d'Asti
- Costantino (997-1005)
- Oberto (mentionné en 1027)
- Anonyme (G.) (mentionné en 1057)
- Benzone (mentionné en 1059-1085)
- Pellegrino (mentionné en 1098)
- Pietro IV (1124-1125)
- Robaldo (1125-1135) nommé archevêque de Milan
- Pietro V (mentionné en 1150)
- Rozone (mentionné en 1163)
- Otto (1169-1177)
- Federico del Monferrato (mentionné en 1180)
- Bonifacio Ier (1185-1188)
- Gerardo (mentionné en 1191 ou 1194)
- Ogerio (1192-1202)
- Bonifacio II (1210-1213)
- Reinerio, O.Cist (1216-1226)
- Sardo (mentionné en 1231)
- Guglielmo Braida (1237-1253)
- Monaco (1255-1260)
- Simone, O.F.M (1263-1271)
- Martino, O.F.M (1276)
- Bonifacio III (1283-1306)
- Raimondo de Mausaco, O.F.M (1311-1321) nommé évêque de Chieti
- Guglielmo Isnardi, O.F.M (1321-1333) nommé archevêque de Brindisi
- Pierre Artaudi ou Avogrado, O.P (1334-1349) nommé évêque de Sisteron
- Lazzarino Flisco ou Fieschi (1349-1368)
- Ludovico del Carretto (1369-1388)
- Federico del Carretto (1388-?)
- Pietro del Carretto, O.P (mentionné en 1391)
- Bonifacio IV † (mentionné en 1398)
- Francesco Ier del Carretto (1401-?)
- Aleramo del Carretto (mentionné en 1407)
- Francesco II del Carretto (mentionné en 1413)
- Giacomo del Carretto (?)
- Bienheureux Alerino Rembaudi (1419-1456)
- Bernardo del Carretto, O.S.B (1456-1460)
- Pietro del Carretto (1460-1482)
- Andrea Novelli (1483-1521)
- Ippolito Novelli (1521-1530)
- Antonio Mollo (1530-1532)
- Giuliano Visconti (1532-1532) évêque élu
- Marco Gerolamo Vida, C.R.S.A (it) (1533-1566)
- Leonardo Marini, O.P (1566-1572)
- Vincenzo Marino (1572-1583)
- Aurelio Zibramonti (1583-1583 nommé évêque de Casale Monferrato
- Ludovico Michelio (1583-1590)
- Alberto Capriano (1590-1595)
- Giovanni Anselmo Carminato (1596-1604)
- Francesco Pendasio (1605-1616)
- Vincenzo Agnello Suardi (1616-1619 nommé évêque coadjuteur de Mantoue
- Ludovico Gonzaga (1619-1630)
- Giovanni Francesco Gandolfo (1633-1638)
- Paolo Brizio, O.F.M.Obs (1642-1665)
- Cesare Biandrà (1666-1666)
- Vittorio Nicolino della Chiesa (1667-1691)
- Gerolamo Ubertino Provana, C.R (1692-1696)
- Giuseppe Roero (1697-1720)
- Francesco Vasco, O.C.D (1727-1749)
- Enrichetto Virginio Natta, O.P (1750-1768)
- Giacinto Amedeo Vagnone (1769-1777)
- Giuseppe Maria Langosco di Stroppiana (1778-1788)
- Giovanni Battista Pio Vitale (1791-1803)
  - Siège supprimé (1803-1818)
- Giovanni Antonio Niccola (1818-1834)
- Costanzo Michele Fea † (1836-1853)
  - Siège vacant (1853-1867)
- Eugenio Roberto Galletti (1867-1879)
- Lorenzo Carlo Pampirio, O.P (1880-1889) nommé archevêque de Verceil
- Giuseppe Francesco Re (1889-1933)
- Luigi Maria Grassi, B. (1933-1948)
- Carlo Stoppa (1948-1965)
  - Siège vacant (1965-1970)
- Luigi Bongianino (1970-1975) nommé évêque de Tortone
- Angelo Fausto Vallainc (1975-1986)
- Giulio Nicolini (1987-1993) nommé évêque de Crémone
- Sebastiano Dho (1993-2010)
- Giacomo Lanzetti (2010-2015)
  - Francesco Guido Ravinale (2015-2016) administrateur apostolique
- Marco Brunetti (2016- )

## Sources
- (en) sur http://www.catholic-hierarchy.org/